# Daniel Kirkwood
Pour les articles homonymes, voir Kirkwood.
Daniel Kirkwood (né le 27 septembre 1814 dans le comté de Harford (Maryland) - décédé le 11 juin 1895 à Riverside en Californie) était un astronome américain.

Son principal apport à la science résulte  de son étude des orbites d'astéroïdes. En tentant de trier le nombre à cette époque sans cesse croissant d'astéroïdes nouvellement découverts par distance au soleil, il observa de nombreux hiatus, nommés depuis en son honneur les lacunes de Kirkwood, et les associa à des résonances orbitales avec Jupiter.

En 1891, à 77 ans, il devint maître de conférences en astronomie à l'université Stanford. Il mourut en 1895 à Riverside en Californie.
On lui doit en tout 129 publications, parmi lesquelles trois livres. L'astéroïde 1951 AT a été appelé (1578) Kirkwood en son honneur, ainsi que le cratère lunaire Kirkwood et le Kirkwood Observatory (en), observatoire de l'université de l'Indiana. Il est enterré à Bloomington dans l'Indiana, où la Kirkwood Avenue porte son nom.
Son cousin, Samuel Jordan Kirkwood, a été gouverneur de l'Iowa à l'époque de la guerre de Sécession, et plus tard secrétaire à l'Intérieur des États-Unis sous la présidence de James A. Garfield et celle de Chester A. Arthur.